# Conyza gallianii
Conyza gallianii là một loài thực vật có hoa trong họ Cúc. Loài này được Chiov. mô tả khoa học đầu tiên năm 1908.